# Family Guy Video Game!
Family Guy Video Game! is een action-adventure videospel, ontwikkeld door High Voltage Software en uitgegeven door 2K Games. Het spel is gebaseerd op de Amerikaanse televisieserie Family Guy. 

## Gameplay
In het spel speel je met de Family Guy personages, Peter Griffin; Stewie Griffin en Brian Griffin. Er zijn acht "Peter missies", acht "Stewie missies" en zes "Brian missies".
De missies met Peter Griffin zijn in beat 'em up stijl. Je moet alles wat op je pad komt vernietigen.
De missies met Stewie Griffin zijn in shoot 'em up stijl. Ongeveer gelijk aan de missies van Peter maar bij deze missies wordt een lasergun gebruikt.
De missies met Brian Griffin zijn in stealth mode stijl. Je moet voorkomen dat je wordt ontdekt.

## Platforms
- PlayStation 2 (2006)
- PSP (2006)
- Xbox (2006)

## Ontvangst
| Beoordeeld door        | Platform      | Datum            | Score |
| ---------------------- | ------------- | ---------------- | ----- |
| 1UP                    | Xbox          | 23 oktober 2006  | 70%   |
| GameSpot               | PlayStation 2 | 24 oktober 2006  | 64%   |
| Nuts                   | PlayStation 2 | 10 november 2006 | 60%   |
| PSX Extreme            | PlayStation 2 | 21 december 2006 | 57%   |
| Game Informer Magazine | PlayStation 2 | januari 2007     | 55%   |
| GameLemon              | PlayStation 2 | 23 februari 2007 | 50%   |
| GameLemon              | PSP           | 23 februari 2007 | 50%   |
| GameLemon              | Xbox          | 23 februari 2007 | 50%   |
| Game Freaks 365        | PlayStation 2 | oktober 2006     | 48%   |
| Games Radar            | PSP           | 26 oktober 2006  | 40%   |